# مربى باذنجان
مربى الباذنجان  (بالإنجليزية: Eggplant jam) هو مربى مصنوع من قطع الباذنجان الكاملة، ينتمي إلى المطبخ الأذربيجاني، والتركي والسوري. يُعتبر شائعًا بشكل خاص في أنطاليا، وإغدير وقغزمان في تركيا. يُحضّر في سوريا بطريقة مشابهة لباقي الدول، ولكن يُزين أحيانًا برقائق جوز الهند.